# Petr Uhl
Petr Uhl (Praga, 8 de octubre de 1941-1 de diciembre de 2021) fue un periodista, activista y político checo. Miembro del Foro Cívico, sirvió en la Asamblea Federal de Checoslovaquia de 1990 a 1992. También fue signatario de la Carta 77.

## Biografía
Estudió ingeniería mecánica en la Universidad Técnica de Praga y se convirtió en ingeniero. Checoslovaquia era, con mucho, el país del bloque oriental más abierto, pudo viajar dos o tres veces a Francia, un país cuyo idioma hablaba. En las librerías de París descubrió el trotskismo y, mientras buscaba, como muchos de sus compatriotas, variantes del comunismo "con rostro humano", simpatizaba con la Cuarta Internacional: estaba notablemente influido por las ideas de Evseï Liberman y Ernest Mandel.
Tras el aplastamiento de la Primavera de Praga en 1968 y la normalización (retorno a un estado comunista represivo), fundó el movimiento clandestino Hnutí Revoluční mládeže (HRM, "Movimiento de la Juventud Revolucionaria"), un pequeño grupo de sólo unas pocas docenas de personas. Detenido en diciembre de 1969, el HRM fue dispersado: algunos miembros, incluido Petr Uhl, fueron condenados, en un juicio espectáculo, a cuatro años de prisión. En 1977, fue uno de los primeros signatarios del movimiento de derechos civiles conocido como “Carta 77” y fue uno de los editores del boletín de la Carta. En abril de 1978, junto con Václav Havel y otros disidentes, fundó el "Comité para la Defensa de las Personas Perseguidas Injustamente" (VSN, Výbor na de stíhaných nespravedlivě). En octubre de 1979, fue nuevamente condenado, esta vez a cinco años de prisión. También fue activista del equivalente checoslovaco de Solidarność, el sindicato libre independiente del régimen, y coordinó la cooperación entre los disidentes polacos y checoslovacos de 1988 a 1989. Al mismo tiempo, fue corresponsal clandestino de la Agencia Europea de Información para Oriente.
Fue en la década de 1970 uno de los modelos de resistencia contra la hegemonía soviética en Checoslovaquia, y el piso donde vivía en la calle Anglická fue en la década de 1980 un importante lugar de intercambio entre los disidentes agrupados en torno a la "Carta 77", sus homólogos de otros países de Europa del Este y periodistas extranjeros que visitaban Praga (lo que la policía secreta comunista consideraba "actividades anticomunistas" y "espionaje" », observaban y seguían a Petr Uhl y sus familiares adonde iban y filmaban su edificio de forma permanente).
Tras la Revolución de Terciopelo de 1989 y la caída de los regímenes comunistas en Europa, a la que llamó "el fin de la gran estafa del siglo XX de la que fue víctima la clase obrera", Petr Uhl fue nombrado director de la Agencia de Noticias Checoslovaca. Entre 1998 y 2001, el gobierno checo, presidido por Václav Havel, lo contrató como asesor de derechos humanos. Entre 2002 y 2007, también llevó a cabo diversas misiones de expertos sobre minorías, que se ocuparon específicamente de la integración de los romaníes. En esta capacidad, sin apartarse de su punto de vista marxista, fue miembro del comité de minorías del Partido Socialdemócrata Checo, y también hizo campaña entre los ecologistas del Partido Verde. Después de 2007, Uhl siguió activo como periodista.